# Petar Pecelj
Petar Pecelj (* 11. Juli 1927 in Ograda, Ljubinje; † 14. März 2014 in Belgrad) war ein jugoslawischer Sprinter.
Bei den Europameisterschaften 1950 in Brüssel wurde er über 100 Meter Sechster und erreichte über 200 Meter das Halbfinale.
1954 schied er bei den Europameisterschaften in Bern in der 4-mal-100-Meter-Staffel im Vorlauf aus.

## Persönliche Bestzeiten
- 100 m: 10,6 s, 1953
- 200 m: 21,7 s, 1953